# Lincoln Financial Field
El Lincoln Financial Field es un estadio de fútbol americano y Fútbol en la ciudad de Filadelfia (Pensilvania), Estados Unidos. Se inauguró en 2003 con un partido de fútbol entre los clubes europeos F. C. Barcelona y Manchester United.
Desde 2003 juegan allí el equipo de los Philadelphia Eagles de la National Football League, y los Temple Owls de la División I de la NCAA de fútbol americano universitario. Allí suele disputarse el clásico Army-Navy de fútbol americano universitario.
El estadio también se utiliza habitualmente para partidos de fútbol. Los clubes Philadelphia Union de la Major League Soccer y Manchester United de Inglaterra han jugado partidos amistosos allí. El estadio albergó dos partidos de cuartos de final de la Copa de Oro de la Concacaf 2009 y fue la sede de la final de la edición 2015. También han jugado allí las selecciones masculina y femenina de fútbol de Estados Unidos,.
Los Rough Riders de la NRFL jugaron un partido de rugby ante los Leicester Tigers de Inglaterra en 2015.
El estadio también ha tenido conciertos de Bruce Springsteen, U2, Taylor Swift, Kenny Chesney.
El recinto será sede de WrestleMania XL, como también de seis partidos de la próxima Copa Mundial de la FIFA de 2026, siendo cinco de la fase de grupos y uno de octavos de final.

## Resultados en eventos de importancia

### Copa América Centenario
| Fecha               | Fase         | Equipo         |                           | Resultado |                      | Equipo    | Espectadores |
| ------------------- | ------------ | -------------- | ------------------------- | --------- | -------------------- | --------- | ------------ |
| 9 de junio de 2016  | Primera fase | Uruguay        | Bandera de Uruguay        | 0:1       | Bandera de Venezuela | Venezuela | 23 002       |
| 11 de junio de 2016 | Primera fase | Estados Unidos | Bandera de Estados Unidos | 1:0       | Bandera de Paraguay  | Paraguay  | 51 041       |
| 14 de junio de 2016 | Primera fase | Chile          | Bandera de Chile          | 4:2       | Bandera de Panamá    | Panamá    | 27 260       |

### Copa Mundial de Fútbol de 2026
El estadio albergara seis partidos de la Copa Mundial de Fútbol de 2026, siendo 5 de fase de grupos y 1 de octavos de final
| Fecha            | Equipo 1 | Resultado | Equipo 2 | Ronda            | Asistencia |
| ---------------- | -------- | --------- | -------- | ---------------- | ---------- |
| 14 de junio 2026 | ?        | -         | ?        | Primera fase     |            |
| 19 de junio 2026 | ?        | -         | ?        | Primera fase     |            |
| 22 de junio 2026 | ?        | -         | ?        | Primera fase     |            |
| 25 de junio 2026 | ?        | -         | ?        | Primera fase     |            |
| 27 de junio 2026 | ?        | -         | ?        | Primera fase     |            |
| 4 de julio 2026  | ?        | -         | ?        | Octavos de final |            |